# EF Education-EasyPost/Saison 2025
Diese Liste beschreibt die Mannschaft und die Siege des Radsportteams EF Education-EasyPost in der Saison 2025. 

## Mannschaft
| Teamkader 2025               | Teamkader 2025     | Teamkader 2025         | Teamkader 2025                           |
| Name                         | Geburtsdatum       | Land                   | Vorheriges Team                          |
| ---------------------------- | ------------------ | ---------------------- | ---------------------------------------- |
| Vincenzo Albanese            | 12. November 1996  | Italien                | Arkéa-B&B Hotels (2024)                  |
| Kasper Asgreen               | 8. Februar 1995    | Dänemark               | Soudal Quick-Step (2024)                 |
| Samuele Battistella          | 14. November 1998  | Italien                | Astana Qazaqstan Team (2024)             |
| Alex Baudin                  | 25. Mai 2001       | Frankreich             | Decathlon-AG2R La Mondiale (2024)        |
| Markel Beloki                | 27. Juli 2005      | Spanien                |                                          |
| Richard Carapaz              | 29. Mai 1993       | Ecuador                | Ineos Grenadiers (2022)                  |
| Hugh Carthy                  | 9. Juli 1994       | Vereinigtes Königreich | Caja Rural-Seguros RGA (2016)            |
| Owain Doull                  | 2. Mai 1993        | Vereinigtes Königreich | Ineos Grenadiers (2021)                  |
| Ben Healy                    | 11. September 2000 | Irland                 | Trinity Racing (2021)                    |
| Mikkel Frølich Honoré        | 21. Januar 1997    | Dänemark               | Quick-Step Alpha Vinyl (2022)            |
| Lukas Nerurkar               | 14. November 2003  | Vereinigtes Königreich | Trinity Racing (2023)                    |
| Neilson Powless              | 3. September 1996  | Vereinigte Staaten     | Team Jumbo-Visma (2019)                  |
| Sean Quinn                   | 10. Mai 2000       | Vereinigte Staaten     | Hagens Berman Axeon (2021)               |
| Darren Rafferty              | 1. Juli 2003       | Irland                 | Hagens Berman Axeon (2023)               |
| Jack Rootkin-Gray            | 5. November 2002   | Vereinigtes Königreich | Saint Piran (2023)                       |
| Archie Ryan                  | 16. November 2001  | Irland                 | Jumbo-Visma Development Team (2023)      |
| Georg Steinhauser            | 21. Oktober 2001   | Deutschland            | Tirol KTM Cycling Team (2021)            |
| Harry Sweeny                 | 9. Juli 1998       | Australien             | Lotto Dstny (2023)                       |
| Yuhi Todome                  | 18. Juni 2002      | Japan                  | EF Education-Nippo Development (2023)    |
| Marijn van den Berg          | 19. Juli 1999      | Niederlande            | Équipe continentale Groupama-FDJ (2021)  |
| Jardi Christiaan van der Lee | 6. August 2001     | Niederlande            | Willebrord Wil Vooruit (2023)            |
| Max Walker                   | 12. Juli 2001      | Vereinigtes Königreich | Astana Qazaqstan Development Team (2024) |
| Alexander Cepeda             | 16. Juni 1998      | Ecuador                | Drone Hopper-Androni Giocattoli (2022)   |
| Esteban Chaves               | 17. Januar 1990    | Kolumbien              | BikeExchange (2021)                      |
| Rui Costa                    | 5. Oktober 1986    | Portugal               | Intermarché-Circus-Wanty (2023)          |
| Alastair MacKellar           | 20. Januar 2002    | Australien             | Team Jayco AlUla (2024)                  |
| Madis Mihkels                | 31. Mai 2003       | Estland                | Intermarché-Wanty (2024)                 |
| James Shaw                   | 13. Juni 1996      | Vereinigtes Königreich | Ribble Weldtite Pro Cycling (2021)       |
| Michael Valgren              | 7. Februar 1992    | Dänemark               | EF Education-Nippo Development (2023)    |
|                              |                    |                        |                                          |
| Quelle: ProCyclingStats      |                    |                        |                                          |

## Siege
| Siege    | Siege          | Siege   | Siege  | Siege               | Siege |
| Datum    | Rennen         | Staat   | Klasse | Sieger              |       |
| -------- | -------------- | ------- | ------ | ------------------- | ----- |
| 30. Jan. | Trofeo Alcudia | Spanien | 1.1    | Marijn van den Berg |       |

## UCI-Weltranglisten-Platzierungen
| UCI-Ranking | UCI-Ranking | UCI-Ranking | UCI-Ranking |
| Fahrer      | Fahrer      | Land        | Punkte      |
| ----------- | ----------- | ----------- | ----------- |